# Serhij Szewczenko (pomocnik ur. 1960)
Serhij Mykołajowycz Szewczenko, ukr. Сергій Миколайович Шевченко, ros. Сергей Николаевич Шевченко, Siergiej Nikołajewicz Szewczenko (ur. 22 sierpnia 1960 w Ukraińskiej SRR) – ukraiński piłkarz, grający na pozycji pomocnika, trener piłkarski.

## Kariera piłkarska

### Kariera klubowa
Karierę piłkarską rozpoczął w klubie Metalist Charków. Występował również w klubach Salut Biełgorod, Majak Charków, Krywbas Krzywy Róg, Kremiń Krzemieńczuk, Awtomobilist Sumy i Chimik Żytomierz. W latach 1995–2000 występował w amatorskich klubach Awanhard Merefa, Zwiezda Gorodiszcze i Krystał Parchomówka.

## Kariera trenerska
Po zakończeniu kariery piłkarskiej w 2001–2002 pracował w klubie Polissia Żytomierz na stanowiskach głównego trenera oraz asystenta.